# Bordelius

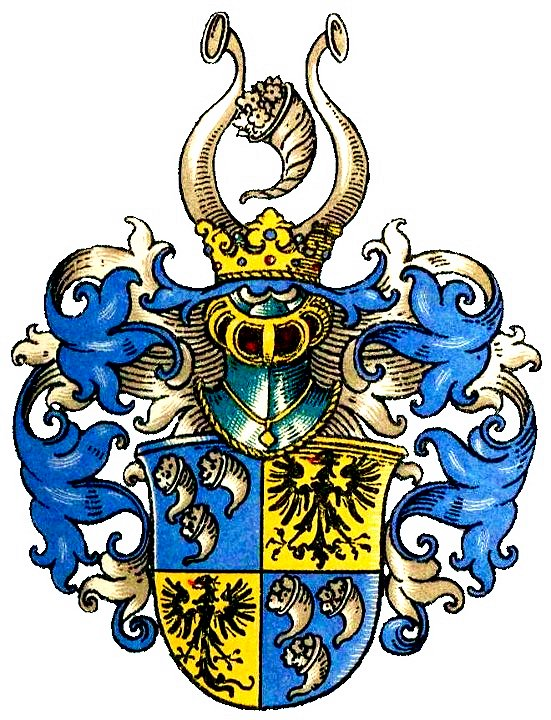
Wappen derer von Bordelius bei Spießen

Die Herren von Bordelius (auch: Bordelen oder Bordehl) sind ein westfälisch-baltisches Adelsgeschlecht.

## Geschichte
Die Familie war in Castrop angesessen, wo sie mehrere Richter stellte. Ursprünglich soll die Familie laut Fahne aus Bordeaux stammen und deshalb früher Bourdeleaux geheißen haben. Die frühesten namentlich bekannten Familienmitglieder sind die Eheleute Gerhard von Bordelen und Sophia von Wolf, die im Jülichschen lebten. Die Eheleute hatten drei Söhne:
- Carl (1544–1622) war promovierter Jurist, brandenburgischer Hofmeister der Prinzen, Rat und Teilnehmer verschiedener Gesandtschaften zum Kaiser und Geheimer Rat des Herzogs von Bouillon zu Sedan. Er soll das Burghaus Castrop erworben haben und dort als erster der Familie als Richter tätig gewesen sein.
- Carsil, promovierter Jurist und Bürgermeister zu Heinsberg
- Sohn, der zu Deventer lebte

Herrenhaus Ligutten (2017)

Die Nachkommenschaft Carls, von denen einige Generationen weiterhin Richter in Castrop waren und andere später nach Kurland zogen, wo das Geschlecht fortblühte, reicht bis in die heutige Zeit. Fahne bringt eine ausführliche Stammtafel. Der Bochumer Bürgermeister Johann Karl Bordelius stammt sehr wahrscheinlich aus der Familie.
Von der kurländischen Linie erhielt Hermann Friedrich Bordehl (1754–1826) zu Ligutten im Kreis Grobin, Handelsmann in Libau, im Jahr 1800 von Kaiser Franz II. den Reichsadelsstand als „von Bordelius“. Neben dem Pfandbesitz und späteren Eigentum Ligutten waren u. a. folgende Güter im Familienbesitz: Ilmagen, Nigranden, Okten, Padohnen, Wahrenbrock, Groß-Lahnen, Lexten, Backhof und Sackenhof.

## Wappen
Blasonierung: Der Schild ist quadriert. In den Feldern 1 und 4 in Blau drei (2:1) schrägrechts stehende, silberne Füllhörner mit silbernen Blumen gefüllt. In den Feldern 2 und 3 in Gold ein schwarzer, rechtssehender Adler. Auf dem gekrönten Helm zwei silberne Büffelhörner, dazwischen ein silbernes Füllhorn. Die Helmdecken sind blau-silbern.
Abweichend berichtet Fahne anstelle der Büffelhörner von Elefantenrüsseln. Nach Siebmacher sind die Büffelhörner von Gold und Schwarz geteilt, die Helmdecken blau-golden.
Weitere Wappendarstellung:

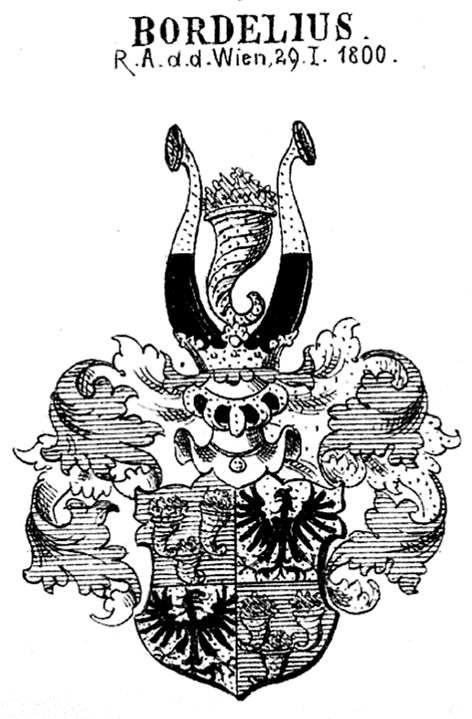
Wappen derer von Bordelius bei Siebmacher